# BLACK JAXX
BLACK JAXX(ぶらっくじゃっくす)は、DJ DRAGON、SAX武田真治によるユニット。略称「BJ」。

## 概要
『THE BIG BAND!!』で活躍したメンバーのうちの3人(上の２人+いしだ壱成)でリユニオン。2004年夏活動開始。リーダーは武田真治だが、年齢、現場のキャリア、人脈から実質上はDRAGONである。
- 2006年、忌野清志郎をゲストボーカルに迎えた「SAMURAI ROCKS」で「ULTRAS NIPPON」のアルバムに参加。

9月にファーストアルバム「Fanatic　City」をリリース。
- 2007年春、いしだ壱成が脱退。現在は2人によるライブ活動をしている。

- 2008年:6月よりBLACK JAXX主催イベント「NO.6」を竹芝にあるBLACK roomで月に一回のペースで開催している。
- 2019年、女性ボーカリストMARIA-Eが加入。

## ディスコグラフィ
1. Fanatic City(2006年9月)
  1. Fanatic City
  2. Belo Horizonte(Wall5 MIX By CO-FUSION)
  3. Galaxy Knight(CAPTAIN FUNK MIX)
  4. Fxxk
  5. SAMURAI ROCKS feat.忌野清志郎(SUGIURUMN MIX)
  6. Alone In Disko(MADO-LOUNGE DUB MIX RE-EDIT MIX By DJ YAMA & DUB-GUNS)
  7. Later the Sun
  8. Nude.
2. RIDE,RIDE,RIDE!(2014年12月)
3. SHU-HA-RI(2018年10月)
  1. Shake It!
  2. Getaway
  3. Party Monster
  4. Wake up Time feat.MARIA E
  5. Nothing but Endless
  6. U.D.T.
  7. Aim Higher
  8. MAD SAX
  9. Without You
  10. Time on Time